# Tschigorin-Verteidigung
|   | a | b | c | d | e | f | g | h |   |
| 8 |   |   |   |   |   |   |   |   | 8 |
| 7 |   |   |   |   |   |   |   |   | 7 |
| 6 |   |   |   |   |   |   |   |   | 6 |
| 5 |   |   |   |   |   |   |   |   | 5 |
| 4 |   |   |   |   |   |   |   |   | 4 |
| 3 |   |   |   |   |   |   |   |   | 3 |
| 2 |   |   |   |   |   |   |   |   | 2 |
| 1 |   |   |   |   |   |   |   |   | 1 |
|   | a | b | c | d | e | f | g | h |   |

Die Tschigorin-Verteidigung nach 2. … Sb8–c6
Bei der Tschigorin-Verteidigung – nicht zu verwechseln mit dem Tschigorin-System der Spanischen Partie – handelt es sich um eine Eröffnung des Schachspiels. Sie zählt zu den Geschlossenen Spielen und ist nach ihrem Erfinder, dem russischen Meister Michail Tschigorin, benannt. In der Eröffnungssystematik der ECO-Codes ist sie unter dem Schlüssel D07 klassifiziert. Somit ist sie eine Variante des Damengambits.
Die Tschigorin-Verteidigung entsteht nach den Zügen (siehe auch: Schachnotation):
1. d2–d4 d7–d5 2. c2–c4 Sb8–c6

## Charakterisierung und Bewertung
Die Tschigorin-Verteidigung führt meist zu einem offenen, scharfen Spiel, da Weiß üblicherweise mit 3. c4xd5 Linien öffnet oder mit 3. Sb1–c3 d5xc4 4. d4–d5 Verwicklungen im Zentrum herbeiführt. 3. c4xd5 galt lange als Widerlegung der Verteidigung, da Schwarz Dd8xd5 antworten muss und dadurch die Dame früh Angriffen ausgesetzt ist. Zudem blockiert der schwarze Springer auf c6 den c-Bauern und dadurch den für geschlossene Spiele üblichen Angriff auf den weißen d-Bauern mit c7–c5. Aus diesen Gründen gilt die Tschigorin-Verteidigung als nicht vollwertig.
C7–c5 ist jedoch nicht der einzig denkbare Hebel im Damengambit, in manchen Stellungen ist es auch der Zug ...e6–e5, der hier in der Tschigorin-Verteidigung direkt von e7 aus erfolgen kann. Zum Beispiel sofort nach 3. e2–e3. Außerdem üben nach 3. c4xd5 Dd8xd5 die Dame und der Springer Druck auf den Bauern d4 aus. Falls Weiß nach 4. e2–e3 e7–e5 versucht die schwarze Dame mittels 5. Sb1–c3 zu vertreiben, folgt 5. … Lf8–b4 und der Springer c3 ist gefesselt, wonach der Bauer d4 weiter bedroht ist. Die Entfesselung 6. Lc1–d2 führt nach 6. … Lb4xc3 7. Ld2xc3 e5xd4 zu einer Aufrechterhaltung der Fesselung des schwarzen Bauern d4 mittels 8. Sg1–e2. Ein normaler Entwicklungszug des Schwarzen wie 8. … Sg8–f6 würde nun zum Rückgewinn des schwarzen Bauern d4 mit freiem Spiel für das weiße Läuferpaar führen. Die Gegenfesselung des Springer e2 durch 8. … Lc8–g4 nötigt den Schwarzen nach der Entfesselung 9. f2–f3 zum Läuferopfer 9. … Lg4xf3 10. g2xf3 Dd5xf3. Nun bedroht Schwarz zwar sowohl den Th1 als auch den Lc3. 11. Lc3xd4 jedoch droht 12. Ld4xg7 nebst Rückgewinn eines auf h1 eingebüßten Turmes. Nach 11. … Sc6xd4 12. Dd1xd4 droht 13. Dd4xg7 nebst Rückgewinn eines auf h1 eingebüßten Turmes.
Der Hebel e7–e5 kann durch 3. Sg1–f3 kaum verhindert werden, denn 3. … Lc8–g4 4. c4xd5 Lg4xf3 beseitigt zunächst den Sf3 und nach 5. g2xf3 Dd8xd5 6. e2–e3 steht er wieder auf der Tagesordnung.
Alexander Morosewitsch, ein Großmeister der Weltspitze, hat die Tschigorin-Verteidigung in sein Repertoire aufgenommen und spielt sie von Zeit zu Zeit auch gegen starke Gegner.